# Александар Сања Илић
Александар Сања Илић (Београд, 27. март 1951 — Београд, 7. март 2021) био је српски композитор и архитекта.

## Живот
Рођен је 1951. у Београду. Његов отац је композитор Миодраг Илић Бели, а брат композитор Драган Илић који свирао у Генерацији 5. Један од прадеда му је био академик Јован Жујовић, а други солунац и посланик Алекса Жујовић. Био је ожењен глумицом Златом Петковић.
Када је имао 12 или 13 година, написао је музику на текст Душка Радовића коју је изводио Драган Лаковић. Када је имао 16. година, послао је своју композицију „Песник мира", коју је певала Лола Новаковић, којом је Југославија требало да се представи на Евровизији 1968. 1976. његову композицију " Бај, бај, бај" извела је Бисера Велетанлић, на истом такмичењу али овога пута у Опатији. Дипломирао је на Архитектонском факултету у Београду 1975.
Као младић је наступао у групи Враголани, а затим у групи Сан. Његов најбољи пријатељ Предраг Јовичић Трта који је био пјевач групе Сан, погинуо је од струјног удара у току концерта у дворани Чаир у Нишу 1975. У знак сјећање на њега, снимио је албум Успомене. Седамдесетих година 20. вијека је компоновао музику за химну фудбалског клуба Црвена звезда на текст Љубивоја Ршумовића: „Све што смо желели, све што смо хтели. То су нам дали, црвено-бели“. Његова пјесма „Хало, хало” у извођењу групе Аске представљала је Југославију на Пјесми Евровизије 1982. Његова пјесма „Принцеза” у извођењу Слађане Милошевић и Даде Топића, била је кандидат на југословенском избору за Пјесму Евровизије 1984.
Групу Балканика је основао 1998, а први концерт је одржан 26. јуна 2000. Са Балкаником је наступао на концертима широм свијета.. Представљао је Србију на песми Евровизије 2018. у Лисабону, заједно са својим бендом; песма се зове Нова деца. Песма је ушла у финале Евровизије и пласирала се 19. са 113 поена.
Преминуо је 7. марта 2021. године од последица ковида-19. Сахрањен је 12. марта 2021. године на Новом гробљу у Београду у кругу најуже породице.
Дана 29. јуна 2021. додељена му је Златна медаља за заслуге (постхумно, 2021).

## Музика за филм и ТВ
- Трансфер (1980)
- Дај ми крила један круг (1985)
- Чудна ноћ (1990)
- Туристи (1990)
- Вуковар, једна прича (1994)
- Јој, Кармела (1996)
- Кабаре 011 (1997)
- Код луде птице (1998)
- Стари врускавац (2000)
- Подијум (2002)
- Европесма - Европјесма 2006 (2006)
- Кад смо чешљали бабу (2008)
- Село гори... и тако (2009)
- Село гори, а баба се чешља (2007—2011)
- Хитна помоћ (2009)
- Караула (2006)
- Плава гробница (2009)[7]
- Лед (2012)

## Дискографија
- (Сања и Слоба, 1987)
- Плава птица (Сања Илић, 1994)
- Балкан 2000 (Сања Илић и Балканика, 1999)
- Балкан концепт (Сања Илић и Балканика, 2004)
- Ода радости (Правац Европа) (Сања Илић, 2006)
- Цееепај (Сања Илић и Балканика, 2009)
- (Сања Илић и Балканика, фебруар 2020)

## Фестивали
- 2018. Победник Беовизија — Нова деца (са Балкаником)

## Стваралаштво
- Александра Слађана Милошевић: Принцеза (дует са Дадом Топићем)
- Бисера Велетанлић: Август '75, Адио, љубави адио, Бај, бај, бај, Никада више, Признај ми, Руку ми дај, Ти си обала та, Тужно поподне
- Маја Оџаклијевска: Биће све у реду, Даљине, Игоре мој, Између нас, Кадену си ми дао, Односиш ми срце моје, Романса о нама, Срећо реци, Ти си мој следећи промашај
- Сенка Велетанлић: Сањала ја
- Мики Јевремовић: Понекад у поноћ
- Миша Марковић: Пољуби ме
- Јадранка Стојаковић: Музика је све (и група С времена на време)
- Неда Украден: Да ли сам нешто значила теби, Писма љубави
- Лутајућа срца: Ти си ту
- Глумци ЈДП: Плава птица
- Хладна браћа: Љуби ме на Ибици
- Аска: Вози брже, Хало, хало
- Локице: Додирни ме
- Изолда Баруџија: Опет Београд (дует са Елеонором Баруџијом), Срест ћемо се опет
- Сузана Манчић: Огледалце, огледалце
- Тереза Кесовија: Ко ми је крив
- Радојка Шверко: Ниси као некад, Остани још једну ноћ
- Зденка Ковачичек: Вјеровао ти или не
- Зорица Конџа: Бар да знам
- Јасна Злокић: Иди, добро је
- Дадо Топић: Кристина
- Златко Пејаковић: Нећу то пролеће, Пролило се све, расула се љубав